# Anomis impasta
Anomis impasta là một loài bướm đêm trong họ Erebidae.